# Château d'Arques-la-Bataille
Ne doit pas être confondu avec Château d'Arques.
Le château d'Arques-la-Bataille est un ancien château fort, de la première moitié du XIIe siècle, restauré au XIVe et à la fin du XVe siècle, aujourd'hui en ruine, dont les vestiges se dressent sur le territoire de la commune française d'Arques-la-Bataille dans le nord du département de la Seine-Maritime, en
région Normandie. Édifiée à l'emplacement d'une ancienne motte castrale, la forteresse subit de multiples sièges. C'est au pied de ses remparts qu'Henri IV remporta une bataille décisive contre les troupes de la Ligue en 1589.
Les ruines du château sont classées au titre des monuments historiques.

## Localisation

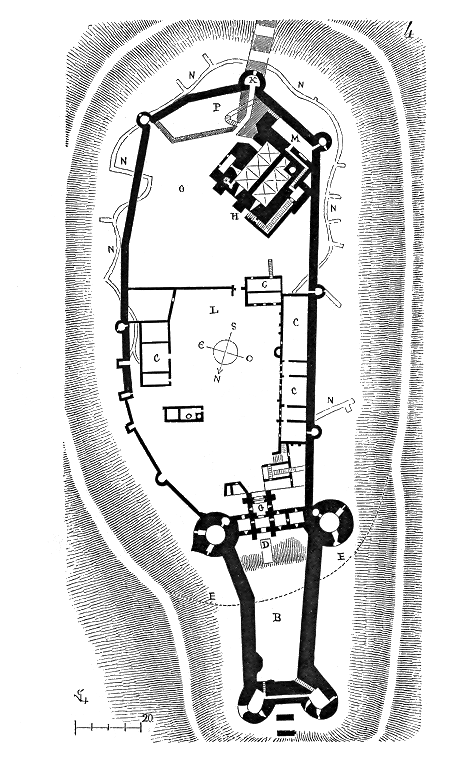
Plan du château d'Arques au XIIe siècle d'après un dessin de Viollet-le-Duc.
B : ouvrage avancé (fin XVe siècle ;
C : bâtiments intérieurs ;
D : porte de Dieppe, entrée du château à l'époque ducale ;
E : emplacement présumé du fossé avant la modification de front nord ;
H : donjon ;
K : seconde porte, avec tour de défense et pont de bois posé sur des piles isolées ;
L : cour ;
M : remparts ;
N : souterrains ;
P : escalier souterrain faisant communiquer le donjon avec les fossés.

Le château fort d'Arques-la-Bataille a été édifié sur un site remarquable : un éperon crayeux étroit dominant la dépression perpendiculaire formée à l'est par les vallées de la Varenne, de la Béthune et de l'Eaulne qui se rejoignent pour former l'Arques à 6 kilomètres de la Manche. Dressée sur l'échine de cet éperon, la forteresse est séparée à l'ouest du plateau cauchois par un étroit vallon qui l'isole de son arrière-pays et renforce ses potentialités défensives. Les guetteurs disposaient ainsi d'une vue étendue pouvant surveiller la vallée jusqu'à la mer.

## Historique

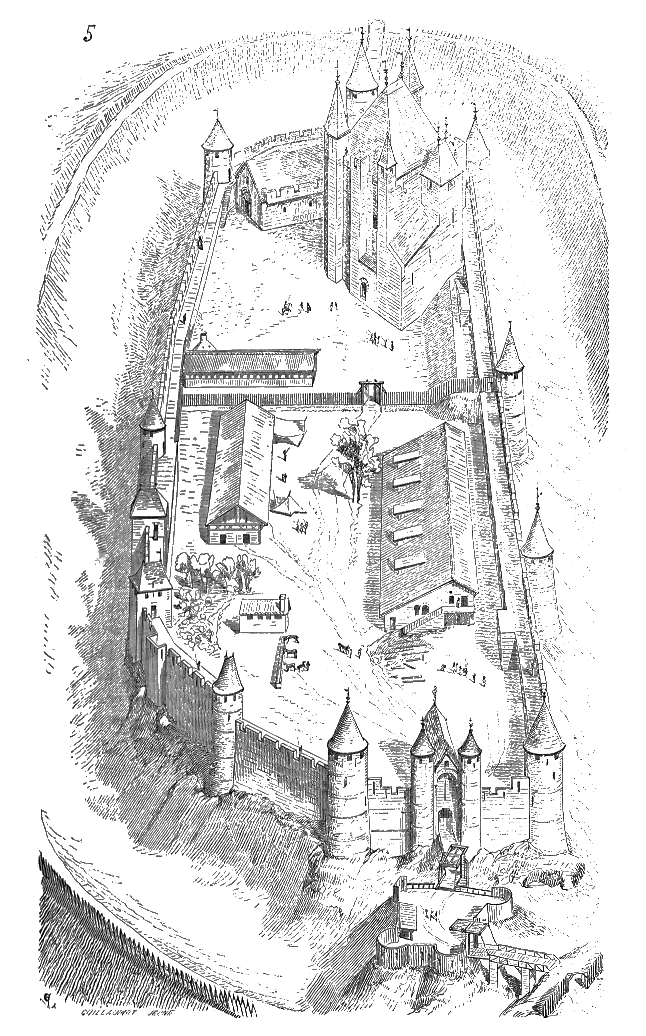
Le château d'Arques au XIIe siècle, vue cavalière de Viollet-le-Duc.

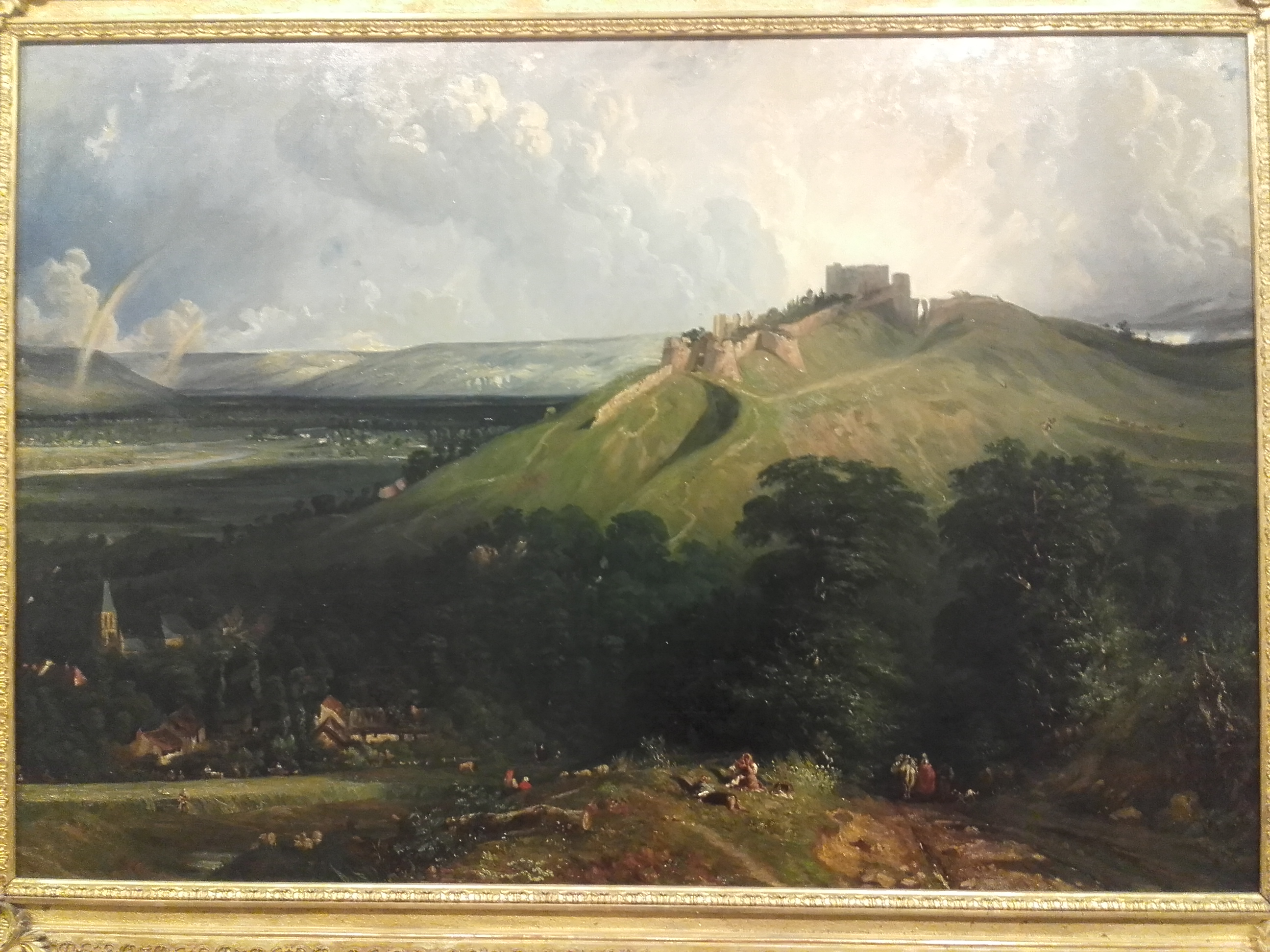
Château d'Arques, par Paul Huet (Musée d'Orléans).

L'histoire du château fut particulièrement mouvementée. Dès 944, le comte de Flandre Arnoul Ier avait mis en fuite la garde de la forteresse.
Vers 1040, le duc de Normandie Guillaume, le futur conquérant, donne la terre avec le comté de Talou à son oncle Guillaume d'Arques qui construit une forteresse.
Peu de temps après la construction de la motte castrale, en 1052-1053, le duc de Normandie fait le siège de la place forte tenue par son oncle en révolte contre lui. Le siège sera mené par un de ses fidèles chevaliers Gautier Giffard qui deviendra, après la bataille d'Hastings, seigneur de Longueville, et dont le château était situé à quelques kilomètres d'Arques. Victimes de la famine, les défenseurs capitulèrent, en 1053, après avoir résisté durant une année, malgré des renforts français envoyés par Henri Ier, contraignant Guillaume d'Arques à l'exil. Le duc conservera alors la place en sa main.
En 1123, le roi d'Angleterre Henri Ier Beauclerc reconstruit le château avec un donjon de style roman de pierre qu’il enveloppe d'une large courtine flanquée d'une douzaine de tours en lieu et place du château de terre et de bois dressé par Guillaume d'Arques.
Un deuxième siège intervint en 1145 lors de la querelle entre Geoffroy Plantagenêt et Étienne d'Angleterre pour la possession du duché de Normandie, le premier nommé parvenant à s'emparer du château après avoir contraint les occupants à se rendre. 
Après la mort d'Henri II Plantagenêt (1133-1189), duc de Normandie et roi d'Angleterre et profitant de la détention de Richard Cœur de Lion, retenu prisonnier par l'empereur germanique Henri VI capturé lors de son retour de la troisième croisade, Philippe Auguste intrigue avec Jean sans Terre, le frère de Richard Cœur de Lion, et se fait donner Arques, dont il confie la garde à Jean.
Richard Cœur de Lion assiège la place en 1195 et la reprend.
En 1204, Arques fut la dernière forteresse normande à déposer les armes devant le roi de France victorieux, Philippe Auguste qui avait, en vain, tenté de s'en emparer deux ans auparavant. De 1205 à 1211, on creuse et élargit des fossés, on renforce les enceintes, on construit de nouveaux ouvrages ; à Arques, on spécifie qu'une tour doit être réparée là où elle a été entamée par une pierrière.
Théâtre de nombreux affrontements durant la guerre de Cent Ans, le château s'avéra imprenable,, les Anglais ne l'occupant qu'après la cession de la Normandie par le traité de Troyes de 1420. À cette date, l'effectif du château se compose de quatre hommes d'armes, dont le capitaine de la place, deux cavaliers et deux piétons, et vingt-six archers. Huit ans plus tard, les archers ne sont plus qu'au nombre de douze. En 1429, face à la menace française, la garnison est portée à vingt-six hommes d'armes — une moitié sont des cavaliers, l'autre des piétons — et soixante archers.
Jeanne d'Arc y séjourna en 1431 avant d'être jugée et condamnée à Rouen. La citadelle fut définitivement reprise par le roi de France Charles VII en 1449. Durant le conflit qui l'opposa à Louis XI de France, Charles le Téméraire incendia, en 1472, la ville d'Arques, assiégea le château qui résista victorieusement.

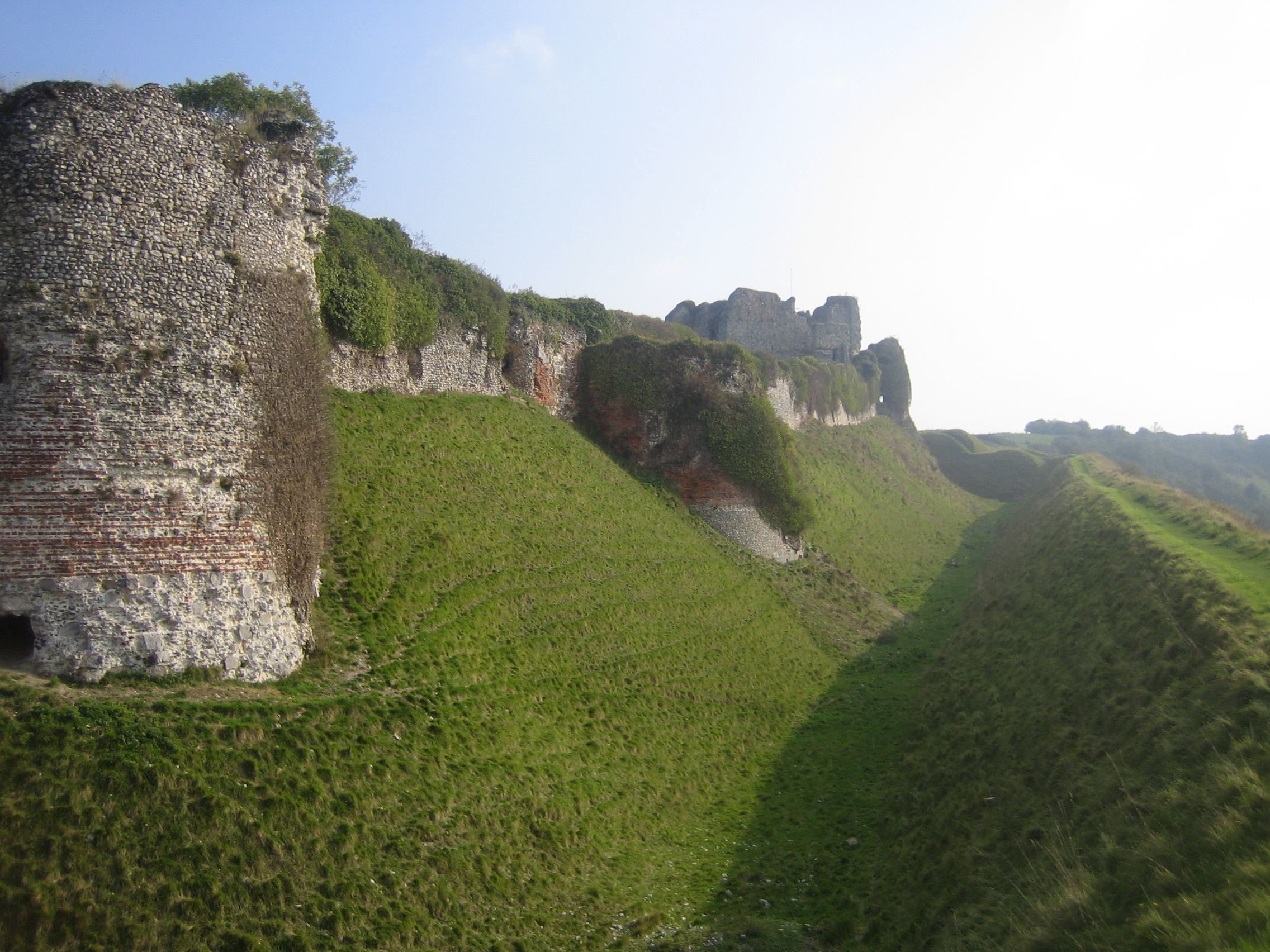
Le rempart sud-ouest et le fossé.

Après les diverses transformations opérées sous le règne de François Ier, notamment pour recevoir de l'artillerie, le château prit une part active aux guerres de Religion qui secouèrent la France dans la seconde moitié du XVIe siècle. Chassé de Dieppe par les protestants en 1562, le duc de Bouillon vint s'y réfugier. C'est le 21 septembre 1589 que se déroula la plus célèbre bataille liée à la place forte. Avec 7 000 hommes, Henri IV affronta les troupes de la Ligue, fortes de 30 000 hommes, commandées par le Charles, duc de Mayenne. Bien que nettement inférieures en nombre, les forces d'Henri IV tenaient le château dont ne purent s'emparer ses adversaires. Le 21 septembre fut une journée décisive : alors que les défenseurs fléchissaient, ne bénéficiant pas, à cause du brouillard, du soutien des canons, le temps s'éclaircit. L'artillerie put entrer en action et infligea de lourdes pertes à l'ennemi qui se replia en désordre sur Dieppe, de nombreux cavaliers s'enlisant dans les marécages environnants.
Dès 1668, on ne fait plus aucune réparation et, en 1688, le château est abandonné militairement. En 1708, Louis XIV le déclarait « impropre au service ». Commença alors le démantèlement de la citadelle, les habitants et les bernardines d'Arques l'utilisant comme carrière de pierres. En 1753, on commence à en extraire les pierres, avant d'être en 1771 transformé en carrière. En 1793, il est vendu comme bien national, pour 8 300 livres à un habitant d'Arques, Louis Jean Félix Reine, qui le préserve de la destruction, admettant même la visite de l'édifice contre un droit d'entrée.
Face à la menace de destruction totale en 1836, les énergies se mobilisèrent, sous la conduite d'Achille Deville, de M. et Mme Reiset (nouveaux propriétaires des lieux), pour en assurer la pérennité. En 1860, quelques pièces furent aménagées en musée avant que l'État ne devînt, pour la somme de 60 000 francs-or, propriétaire des lieux et ne procédât au classement du château au titre de monument historique en 1875. Un petit musée fut ouvert, des visites guidées organisées jusqu'en 1939. Durant la Seconde Guerre mondiale, les troupes allemandes occupèrent le site, en chassant le gardien et sa famille et y installèrent même des pièces de défense antiaérienne, endommageant les ruines à leur départ. Jusqu'à la fin des années 1970, des visites commentées étaient organisées, mais les lieux furent fermés au public en raison des risques de chute de pierres. Aujourd'hui, les amateurs peuvent faire le tour de l'enceinte sur le chemin qui longe la contrescarpe des fossés, et ont seulement le loisir de visiter l'intérieur pendant les journées du patrimoine en septembre.

## Description
Le château, érigé au XIIe siècle par Henri Ier Beauclerc, selon un plan complexe, est étiré en longueur, épousant ainsi les formes de l'éperon rocheux. Il est ceint d'une longue courtine oblongue appareillée en arête-de-poisson flanquée irrégulièrement d'une douzaine de tours rondes ou carrées, entourée d'un fossé sec profond de 15 à 20 mètres creusé au XVIe siècle, qui enferme dans sa basse-cour des constructions ajoutées entre les XIIe et XVIe siècles.
Jusqu'à la fin du XIVe siècle, l'entrée s'effectuait par une unique porte (avec pont-levis), la porte de Dieppe, située au nord-ouest de l'ensemble, la seule qui restât accessible aux chevaux et charrois. À cette extrémité s'élève un bastion d'artillerie aux murs très épais, renforcé de quatre grosses tours avec un parement en brique, construit au début du XVIe siècle, sous le règne de François Ier, en avant de l'entrée d'origine du XIIe siècle afin de battre le plateau voisin, à peine distant de 200 mètres sur lequel aurait pu être mise une artillerie de siège pouvant prendre le château sous ses feux. La porte d'origine, celle du XIIe siècle, formée d'une triple arcade, est agrémentée d'un bas-relief représentant Henri IV à cheval, inauguré en 1845.
Le donjon
À l'extrémité sud-est de la cour se dresse un donjon roman de quatre étages de plan carré épaulé par de puissants contreforts. Érigé vers 1123 en même temps que la muraille par Henri Beauclerc, duc de Normandie, il a succédé à un donjon de bois — une motte castrale — construit, aux alentours de 1040-1045, par Guillaume d'Arques, comte d'Eu, frère du duc Richard II de Normandie. Le donjon se présente sous la forme d'un carré de 20,20 mètres de côté et possède sur ses faces nord et est des contreforts carrés de 3 × 3 mètres, les murs sont épais de 2,20 mètres au sud, de 3 mètres au nord et de 3,50 mètres à l'est. Un mur de refend, épais de 1,20 mètre, partage l'intérieur en deux salles disposées nord-sud de 15 mètres de long et de, respectivement, 6,30 et 6,90 mètres de large. L'accès au donjon se faisait par le mur ouest dans lequel s'ouvrait, à angle droit, un escalier de 1 mètre de large pris à l'intérieur de ce même mur. L'édifice abritait un four à pain, un puits et un moulin, celliers, appartements et corps de garde. Les accès aux étages étaient bien distincts les uns des autres pour éviter à l'ennemi de pouvoir s'emparer de l'ensemble défensif rapidement. Une plate-forme, ajoutée à la fin du XVe siècle, couronnait l'ensemble et permettait l'emploi de l'artillerie naissante. Une nouvelle porte et un second pont-levis furent construits, en 1367, par Charles V, à l'opposé de l'entrée principale, pour accéder plus directement à la partie de l'enceinte proche du donjon ; au fond du fossé, il est encore possible de voir une pile destinée à recevoir le tablier de bois du pont-levis.

## Protection
Les ruines du château sont classées au titre des monuments historiques par la liste de 1862 et par liste de 1875.
Le site est également inscrit par arrêté du 8 juin 1942.

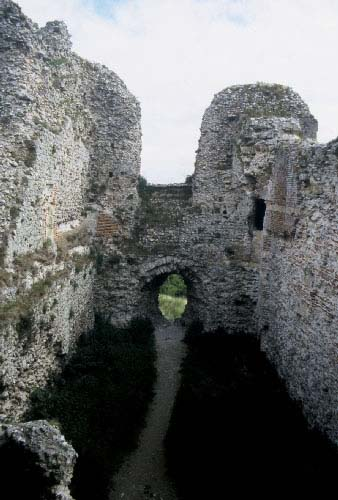
L'intérieur du château.
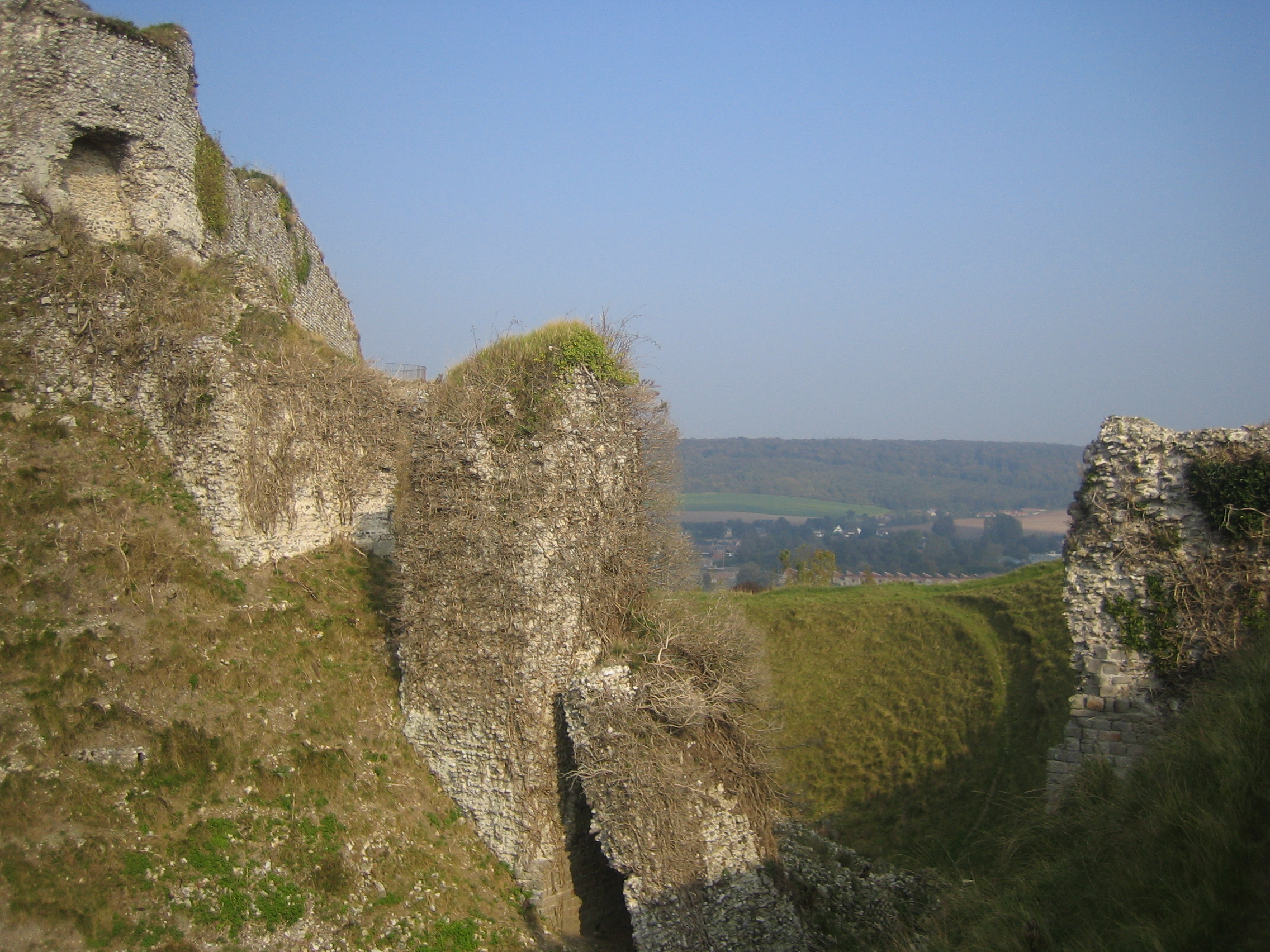
L'ancien pont-levis.
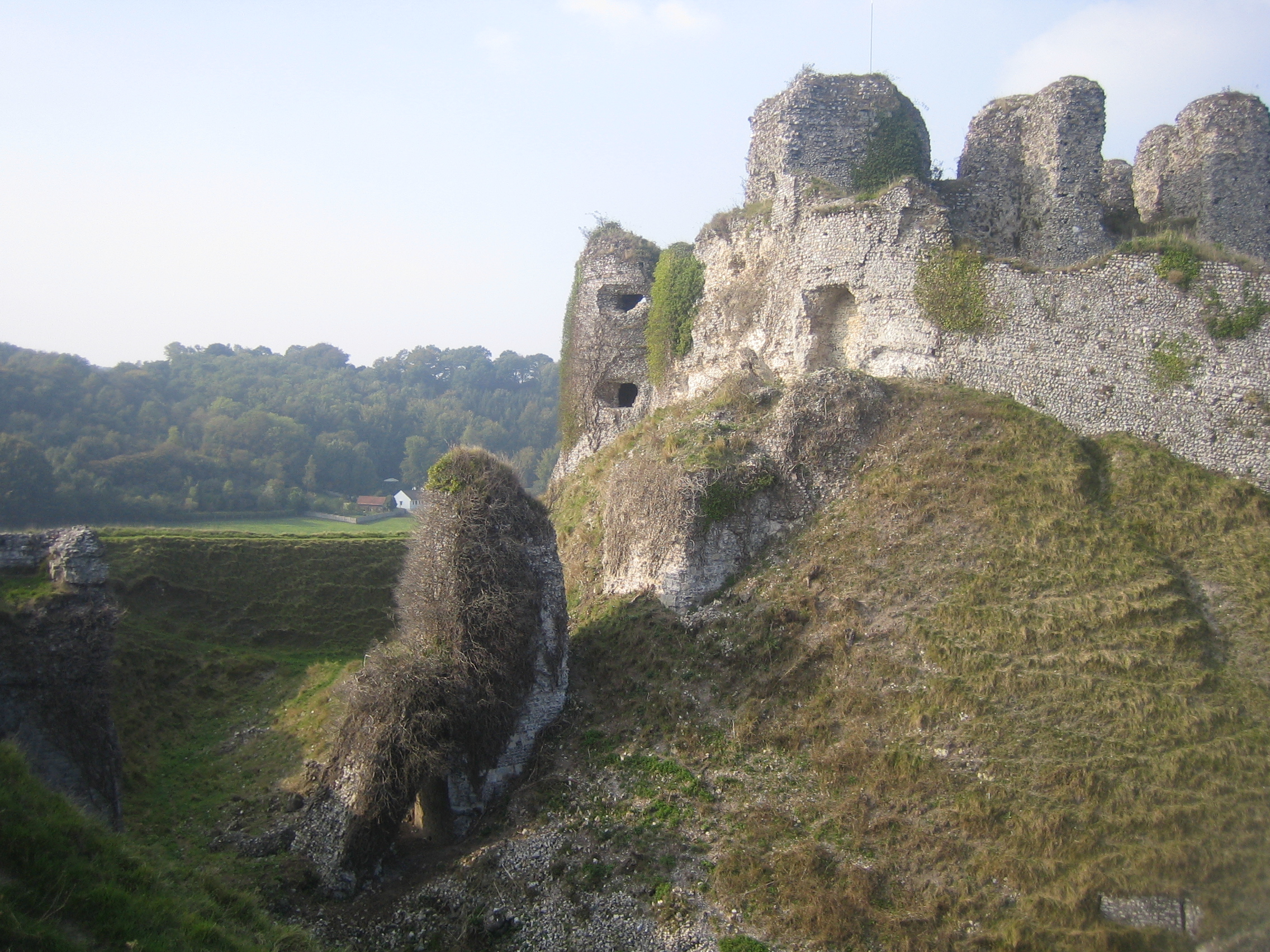
L'ancienne porte sud.
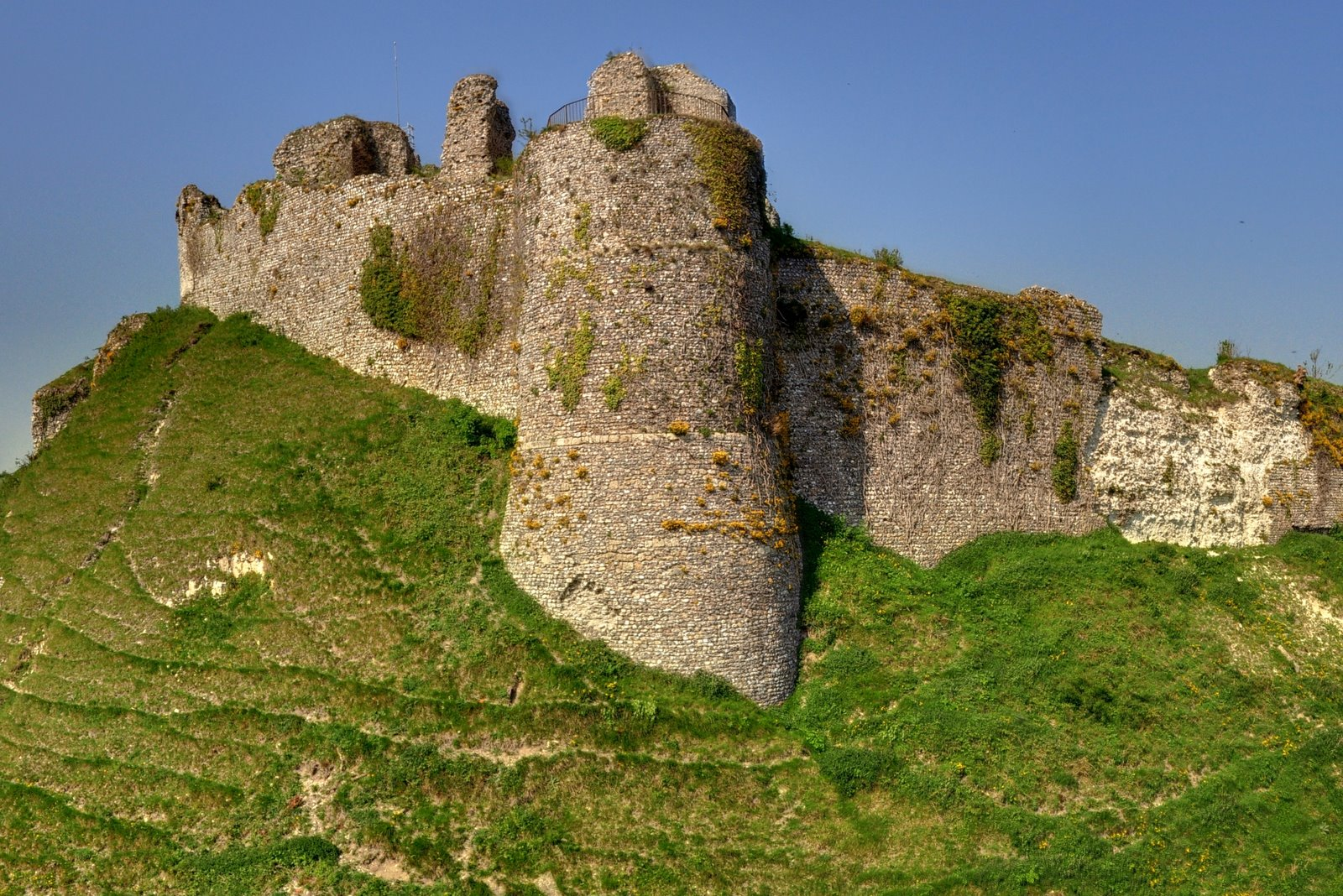
Le rempart sud-est.
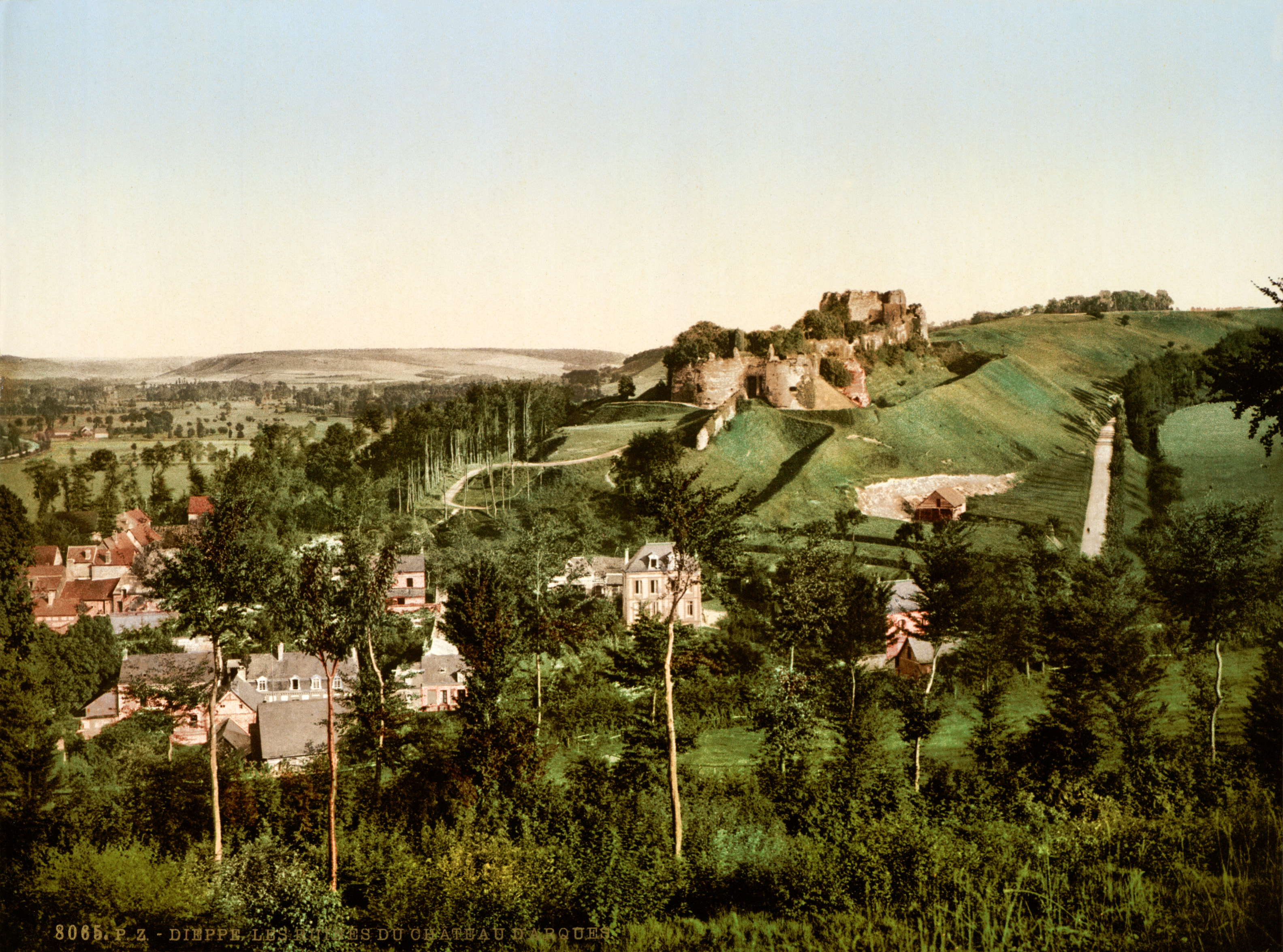
Le château, 1890–1900.